# Ветцлер, Герман Ганс
Герман Ганс Ветцлер (Hermann Hans Wetzler [ˈvɛt͡s.lɐ]) (8 сентября 1870, Франкфурт-на-Майне — 29 мая 1943, Нью-Йорк) — американский композитор, дирижёр, альтист, органист и пианист.
С 1897 по 1901 год был младшим органистом в Троицкой церкви на Манхэттене. Имея хорошие связи в высшем обществе Нью-Йорка, он организовал оркестровые концерты Ветцлера на рубеже веков. С 1904 года он занимал несколько должностей капельмейстера в Германии, причем Галле (1913—1915) был его трамплином в Любек (1915—1919). Вместе со своим соперником Отто Клемперером он последний раз работал в Кёльне (1919—1923). После короткого периода творчества в Швейцарии Вецлер, который был евреем по происхождению, вернулся в США в 1940 году, опасаясь национал-социализма. Как композитор он принадлежит постромантической эпохе. Автор 20 произведений с опусной нумерацией, в их числе опера.
Вецлер был прототипом персонажа Венделла Кречмара в «Докторе Фаусте» Томаса Манна (1947).

## Биография
Герман Ганс Ветцлер родился в еврейской семье Чарльза Ветцлера и его жены Анны, урождённой Ротшильд. Чуть позже семья переехала в Чикаго, штат Иллинойс, где Герман рос вместе со своей сестрой Минной, родившейся в 1874 году. Его отец эмигрировал в Соединенные Штатыиз Богемии в 1840-х годах.
Ветцлер получил свои первые уроки игры на фортепиано у своей матери, пианистки по образованию. Но поскольку она рано умерла, он и его сестра какое-то время жили со своей чикагской тетей Шарлоттой Рудольпг-Вецлер. В 1881 году семья Вецлер переехала в Цинциннати, штат Огайо, где брат и сестра обучались музыке у Чарльза Баэтенса (теория) и Саймона Э. Якобсона (скрипка).
Ветцлер и его сестра, которых считали «вундеркиндами», впервые выступили публично (фортепиано и скрипка) в Цинциннати в 1881 году. В 1883 году они успешно аккомпанировали певицам Аделины Патти и Марчеллы Зембрих.
В Музыкальной консерватории Цинциннати Ветцлер учился у Джорджа Маграта в классе фортепиано.
В 1884 году семья переехала в Нью-Йорк, где Эдмунд Нойперт (фортепиано) и Сэм Франко (скрипка) взяли на себя их музыкальное образование.
Отец устроил прослушивание с Кларой Шуман во Франкфурте-на-Майне. Оба ребёнка смогли затем в 1885 году начать заниматься музыкой в консерватории Хоха. Среди его учителей были Мари Шуман и Ладзаро Уциелли (фортепиано), Генрих Гельхаар (орган), Хуго Хеерман (скрипка) и Бернгард Шольц, Артур Эгиди и Иван Кнорр (композиция и контрапункт). Он также получил частные уроки композиции от Энгельберта Хампердинка. Сестру Минну обучала Евгения Шуман. Среди его близких друзей по консерватории были Ханс Пфицнер и Пауль Николаус Коссман.
Во Франкфурте Вецлер общался с важными личностями своего времени, такими как Ханс Тома, Генрих Тоде и Даниэла Тоде. В этой «социальной и духовной среде с националистическим взглядом на искусство» он также встретил свою будущую жену Лини Динстбах и своего будущего зятя Карла Динстбаха.
В 1892 году он вернулся в Соединенные Штаты и впервые участвовал в качестве альтиста в Нью-Йоркском симфоническом оркестре Вальтера Дамроша. В Нью-Йорке он установил контакты с Антоном Зайдлом и Уильямом Стейнвеем.
В 1893 году он стал органистом в церкви Святого Причастия. Во время помолвки с Лини Динстбах он сам был крещен как протестант. С 1897 по 1901 год он был младшим органистом Троицкой церкви.Кроме того, он играл также в часовне Святой Агнессы и церкви Всех Ангелов. С 1901 по 1903 год работал органистом и музыкальным руководителем в Соборной церкви. Выступал как пианист в сольных концертах и концертах камерной музыки в Нью-Йорке; аккомпанировал таким певцам, как Дэвид Бисфэм, Лиллиан Нордика и Антон ван Рой. Он также входил в Общество музыкального искусства Нью-Йорка. Особый интерес он проявлял к музыке композитора эпохи Барокко Иоганна Себастьяна Баха.
В 1897 году он выступал в качестве дирижёра со студенческим оркестром Колумбийского университета. Однако наибольший эффект произвело его выступление с примерно 30 музыкантами в Мендельсоновском зале. Он смог положиться на «финансовых инвесторов». Примерно в 1898/99 году название его Wetzler Orchestra впервые появилось на публике.
Гибель сестры и её семьи, когда пассажирское судно Ла Бургонь затонуло при переходе из Нью-Йорка в Гавр, и тяжелые условия работы в Нью-Йорке на время прервали его музыкальную карьеру.
Летом 1901 года по рекомендации директора театра Георга Графа фон Хюльзен-Хезелера Ветцлер прошел стажировку в Королевском придворном театре в Висбадене. Тем временем в Нью-Йорке бывший министр военно-морского флота и миллионер Уильям Коллинз Уитни выступил в поддержку оркестрового проекта Ветцлера. Ветцлер провел несколько концертов в Карнеги-холле между 1902 и 1904 годами под названием Wetzler Orchestral Concerts. Среди известных спонсоров: Дж. П. Морган, Генри Уильям Пур, Джордж Вашингтон Вандербильт II и Стэнфорд Уайт. Организацию оркестра в более узком смысле взял на себя Роулинз Лаундес Коттенет. Ветцлер тесно сотрудничал с фирмой Steinway & Sons на своих концертах. Немецкий дирижёр и композитор Рихард Штраус дебютировал в США с его оркестром в 1904 году и представил здесь свою «Домашнюю симфонию». У многих музыкантов немецкого оркестра были перерывы в выступлениях из-за необходимой второй работы. Со смертью Уильяма Коллинза Уитни в 1904 году «финансовая основа и без того убыточной компании была утрачена».
Снова Вецлер ориентировался на Германию. После того, как учебная поездка в Вену не состоялась, он отправился к Густаву Брехеру в Гамбургский оперный театр, где впервые дирижировал оперой "Вольный стрелок" Карла Марии фон Вебера. Общим для обоих дирижёров был «сильно развитый аналитический подход к партитурам». Был приглашенным дирижёром в Берлинском филармоническом оркестре (1906 и в Императорской опере в Петербурге (1908).
Пока Ветцлеры не нашли квартиру для аренды в Гамбурге-Ротербауме, они жили в роскошном отеле «Гамбургер Хоф» на Юнгфернштеге. Намерение Лини стать актрисой встретило отказ Германа. Тем не менее, после уроков актёрского мастерства в Гамбурге она согласилась на помолвку в Кельне, где с тех пор и жила, несмотря на то, что вместе проводила летние каникулы. Ветцлер получил финансовую поддержку в годы своего пребывания в Гамбурге от Генри Аммона Джеймса.
На сезон 1908/09 он переехал в Stadttheater Elberfeld в прусской Рейнской провинции. Лини с сожалением бросила свою актёрскую карьеру в 1909 году ради мужа. Они переехали в Ригу, где Ветцлер стал капельмейстером в Латвийской национальной опере. С гастролями он побывал в Санкт-Петербурге, Берлине и Мюнхене.Совсем недавно Ветцлеры жили в доме Роберта фон Бюнгнера. Пара была счастлива, что в 1913 году смогла покинуть чужую для них Прибалтику.
По рекомендации Клеменса фон Франкенштейна он получил должность капельмейстера в Stadttheater Halle. Там к нему поначалу хорошо относился режиссёр Макс Ричардс. В 1914 году Вецлер дирижировал первым за пределами Байройта исполнением оперы Рихарда Вагнера «Парсифаль» . Он также взял на себя премьеру «Орфея и Эвридики» Кристофа Виллибальда Глюка в Галле в новом немецком переводе Германа Аберта. Позже произведение с успехом было поставлено в Театре Гёте в Бад-Лаухштетте.
Во время Первой мировой войны он привлек внимание в Галле своим «импровизационным искусством». Генрих Эрни (2015) охарактеризовал «время Галле» Ветцлера как его самое успешное на тот момент — оно послужило ему трамплином.
В 1915 году он был нанят первым капельмейстером в Театре Любека, сменив на этом посту Вильгельма Фуртвенглера. Ветцлер смог «в Любеке ещё больше укрепить репутацию разностороннего дирижёра, которую он уже приобрел в Галле». С большой самоотдачей он дирижировал операми Вольфганга Амадея Моцарта и Джузеппе Верди. В 1916 году он отдыхал в санатории в Кенигштайн-им-Таунус, которым руководил психиатр Оскар Конштамм, где он впервые встретил Отто Клемперера. Ветцлер поддерживал тесные контакты с Артуром и Амели Никишами, причем последняя поощряла его к сочинению музыки. «Центром его социальной сети» была семья Зигфрида Бухенау. Ветцлер выступал в качестве дирижёра в 1919 году в Хофттеатре Дессау, где, к его сожалению, в качестве капельмейстера ему предпочли Ганса Кнаппертсбуша.
Соответственно, его успешное сотрудничество в Кёльне в 1919 году стало своего рода «освободительным толчком». Вместе с Отто Клемперером он выступал там в качестве первого капельмейстера. Однако оба воспринимались как антиподы, и Клемперер видел в Ветцлере «угрозу». В Кельне Ветцлер был связан в высших кругах с семьей Бахемов. После того, как контракт не был продлен в конце сезона 1922/23, он жил в Кельне как внештатный композитор и дирижёр.
Начиная с 1917 года Ветцлер писал более крупные произведения для оркестра и, наконец, оперу «Баскская Венера» на либретто своей жены. После несчастного случая на лыжах Лини Ветцлер в 1930 году и его романа с женой банкира Эдуарда Августа Генриха фон Николаи Ветцлеры отказались от своей общей квартиры в Кельне в 1931 году.
Затем Ветцлер переехал в Итальянскую Швейцарию, где его приняли родители жены упомянутого банкира, Аннелизы фон Николаи, на «Вилле деи Фьори» в Бриссаго в кантоне Тичино. В 1932 году он отправился в Базель один. Там он читал лекции в университете.В том же году посещал мастер-классы пианистов Карла Леймера и Вальтера Гизекинга в Висбадене.
Он несколько раз встречался в Швейцарии с немецким эмигрантом и лауреатом Нобелевской премии по литературе Томасом Манном, которого он уже знал по Зюльту в 1927 году. В 1934/35 г. вел переписку с писателем. Вецлер позднее стал прототипом для вымышленного персонажа Манна, Венделла Кречмара, в «Докторе Фаусте» (1947).
По собственной просьбе Ветцлер присоединился к «Коллегии немецких композиторов» Имперской палаты музыки в 1934 году. 26 марта 1934 года его произведение в последний раз исполнялось в Германии.В 1935 году ему запретили выступать из-за его еврейского происхождения.
С 1935 года он жил со своей швейцарской партнершей Дорис Эмиген в Асконе в кантоне Тичино, где они построили дом на Монте Верита.Он продолжал профессионально работать как пианист и композитор. В поисках профессиональной перспективы он подолгу жил в Англии и США.Встречи с новой музыкой вызывали у него недовольство.Обеспокоенный угрозой немецкой оккупации Швейцарии во время Второй мировой войны, он покинул свою приемную страну в мае 1940 года.
В июне 1940 года выехал в США через Геную. Он поселился в Центральном парке Нью-Йорка. Время от времени Ветцлер давал уроки игры на фортепиано и читал лекции. На Ветцлера «настолько повлияла немецкая музыкальная культура», что теперь он чувствовал себя «чужим в своей стране». Он также отказался от жанра джазовой музыки.Весной 1943 года он умер в возрасте 72 лет в своей двухкомнатной квартире в Нью-Йорке.Ветцлер был женат с 1896 года на дочери богатого кожевника Лини (1876—1933), на которой он женился в Узингене в Гессен-Нассау; пара осталась бездетной.
Его наследие было обнаружено в доме отдыха в Аппенцеллерланде и с 2006 года находится в Центральной библиотеке Цюриха. Помимо музыкальных автографов и сочинений, оно содержит около 10 000 писем, 6 000 рецензий и фотографий.
Среди немногих частных учеников Ветцлера были Justine Ward (в Нью-Йорке) и Курт Оверхофф (в Кельне).

## Значение
Его главным ориентиром как дирижёра был Ханс фон Бюлов. На него также повлияли Герман Леви, Феликс Мотль, Карл Мук и Ханс Рихтер. Подобно Сергею Кусевицкому и Осипу Габриловичу, он пришел к дирижированию сравнительно поздно в связи с основанием оркестра. Его считали напористым и импульсивным.
Композитора Германа Ветцлера можно отнести к постромантической эпохе. В«Musiklexikon» Римана (1929) он был охарактеризован как «один из „пост-штрауссовских виртуозов“ оркестрового письма с искрящейся элегантностью линий и свежей музыкальностью».
Ветцлер имел склонность к «симфонической программной музыке», из-за чего уже при жизни считался преемником Рихарда Вагнера, Ференца Листа и Рихарда Штрауса. Время от времени в его музыке отмечалась «определенная отсталость». Его интернациональность и, по отношению к национал-социалистическому периоду, его еврейское происхождение мало способствовали восприятию его произведений.
Среди его ранних работ следует отметить церковный Ангельский концерт для оркестра (1895) и в песенной традиции Fairye Queene op.1 (1896), оба сочинения были написаны во время его первой стажировки в Соединенных Штатах. Здесь он ещё «искал музыкальные средства». Он также работал над отдельными произведениями Баха, например оркестровал сонату для органа ми-бемоль мажор BWV 525 (1900), которая звучала на его сольных концертах.
С 1917 года его работа стала «художественно и экономически экзистенциальной деятельностью». Он сочинял образно. Шесть симфонических частей для оркестра op.12 (1923) и Ассизи. Легенда для оркестра op.13 (1924). Согласно Генриху Эрни (2014) это "программно оформленная музыка, выдержанная в тональной гармонии и звучности, стилистически легкая, промежуточная между немецким и французским симфонизмом. Ветцлера ценили за его «инструментальное искусство». В 1925 году он, наконец, выиграл конкурс композиций Чикагской Ассоциации Фестивалей Северного Берега Опера «Баскская Венера» (1928) должна была стать его главным произведением. По словам Евы Мартины Ханке (2007 г.), опера «была воспринята положительно, но не смогла утвердиться в долгосрочной перспективе».
Изолированный в Швейцарии, Ветцлер все больше и больше посвящал себя духовным мотивам, напоминающим о его прежней церковной службе. В конце своей жизни он пытался «соответствовать современным тенденциям». Он работал вместе с Паулем Хиндемитом, который был его другом. В своей последней работе, «Американской рапсодии» (1943), он «ввёл современные синкопированные ритмы в фуги» и у него слышны отголоски киномузыки.

## Произведения
Театральная музыка
- Музыка к пьесе Шекспира «Как вам это понравится» (1916), соч.7; Премьера: Любек 1917 (Городской театр)
- Баскская Венера. Опера в пяти картинах. Текст: Лини Ветцлер по Проспер Мериме (1928), соч.14 (цифровые копии: текст и фортепианное переложение); Премьера: Лейпциг 1928 (Новый театр)
- Магнификат (1936), соч.16; Премьера: Зальцбург 1937 (Венский хор мальчиков)
- Нунк Димиттис (1939), соч.20; Премьера: Базель 1940 (Basler Liedertafel)

Оркестровая музыка
- Концерт ангела. Звуковая поэма по картине Ханса Тома (1895 г.); FP: Нью-Йорк, 1895 г.
- Симфоническая фантазия (1922), соч.10; Премьера: Кёльн, 1922 (Оркестр Гюрцениха)
- Видения. Шесть симфонических пьес для оркестра (1923), соч.12; Премьера: Кёльн, 1923 (Гюрценихский оркестр)
- Ассизи. Легенда для оркестра (1924), соч.13; Премьера: Чикаго 1925 (Чикагский симфонический оркестр)
- Концертная симфония для скрипки соло с оркестром (1932), соч.15; Премьера: Берлин 1932 (Оркестр Funk Hour Berlin с Густавом Хавеманом)
- Американская рапсодия (1943)

Камерная музыка
- Струнный квартет до минор (1938), соч.18; Премьера: Филадельфия, 1941

Вокальная музыка
- Королевы фей. Древняя английская баллада (1896 г.), соч.1. Из: Реликвии древней английской поэзии Томаса Перси.
- Пять немецких песен (1902), соч.2
- Четыре шотландские баллады (1902), соч. 3. Текст: Роберт Бернс
- Двенадцать детских песен (1902), соч.4
- Две немецкие народные песни (1904), соч.5
- Пять песен (1905/07), соч.6
- Пять стихотворений Роберта Бернса (10 сентября 1905 г.), т. 8. Текст: Роберт Бернс (перевод Лини Вецлер и а.)
- Две поэмы Микеланджело (1914/15), соч.9. Текст: Микеланджело (перевод Генрих Тоде)
- Пять песен (18/19/21 1917), соч.11; Премьера: Карлсруэ, 1919 г.
- Четыре шотландских дуэта (1936), соч.17. Текст: Роберт Бернс; Премьера: Радио Беромюнстер, 1936 г.

Книга
- Пути к музыке. Ниханс: Цюрих, 1938 г. (цифровая копия).